# سوله‌وی
سوله‌وی (آبخازی: Пшоухәа) یک روستا در گرجستان است که در آبخاز واقع شده است. این روستا در قرن ۱۹ میلادی توسط مردم استونیایی ساخته شده است.